# Ctenobelba soloduchi
Ctenobelba soloduchi är en kvalsterart som beskrevs av Yu.A. Pankov 1988. Ctenobelba soloduchi ingår i släktet Ctenobelba och familjen Ctenobelbidae. Inga underarter finns listade i Catalogue of Life.